# Alêne
Pour les articles ayant des titres homophones, voir Allène et Haleine.
Cet article possède des paronymes, voir Alène (homonymie) et Hallennes.

Alêne : outil constitué d'une tige de fer à pointe acérée, greffée perpendiculairement sur un manche en bois façonné.

L’alêne est un outil typique des cordonniers et maroquinier, des bourreliers et selliers, c’est un poinçon servant à percer le cuir. D'autres artisans utilisent aussi cet outil sous diverses tailles et caractéristiques. Ainsi parmi les autres artisans du cuir, notons le :
- boursier
- bottier ou cordonnier bottier
- ceinturier
- chamoiseur et mégissier
- corroyeur
- doreur sur cuir
- fourreur
- gainier
- gantier
- hongroyeur (travail du cuir à la façon hongroise, à l'alun et au sel)
- malletier
- parcheminier
- sellier garnisseur
- tanneur

Il existe différentes sortes d'alènes, comme celle ensiforme pour le laçage ou celle à pointe diamant afin de mieux percer le cuir épais. L'alène est également utilisée en vannerie pour écarter les brins d'un ouvrage. 

## Historique
Cet outil existe depuis le paléolithique où il servait à assembler les peaux.
L'orthographe alène est également acceptée ; c'est un mot qui est apparu au XIIe siècle provenant du germain *alisnō qui désignait cet outil.
Le peuple amérindien Cœur d'Alène est nommé d'après cet outil.

## Galerie

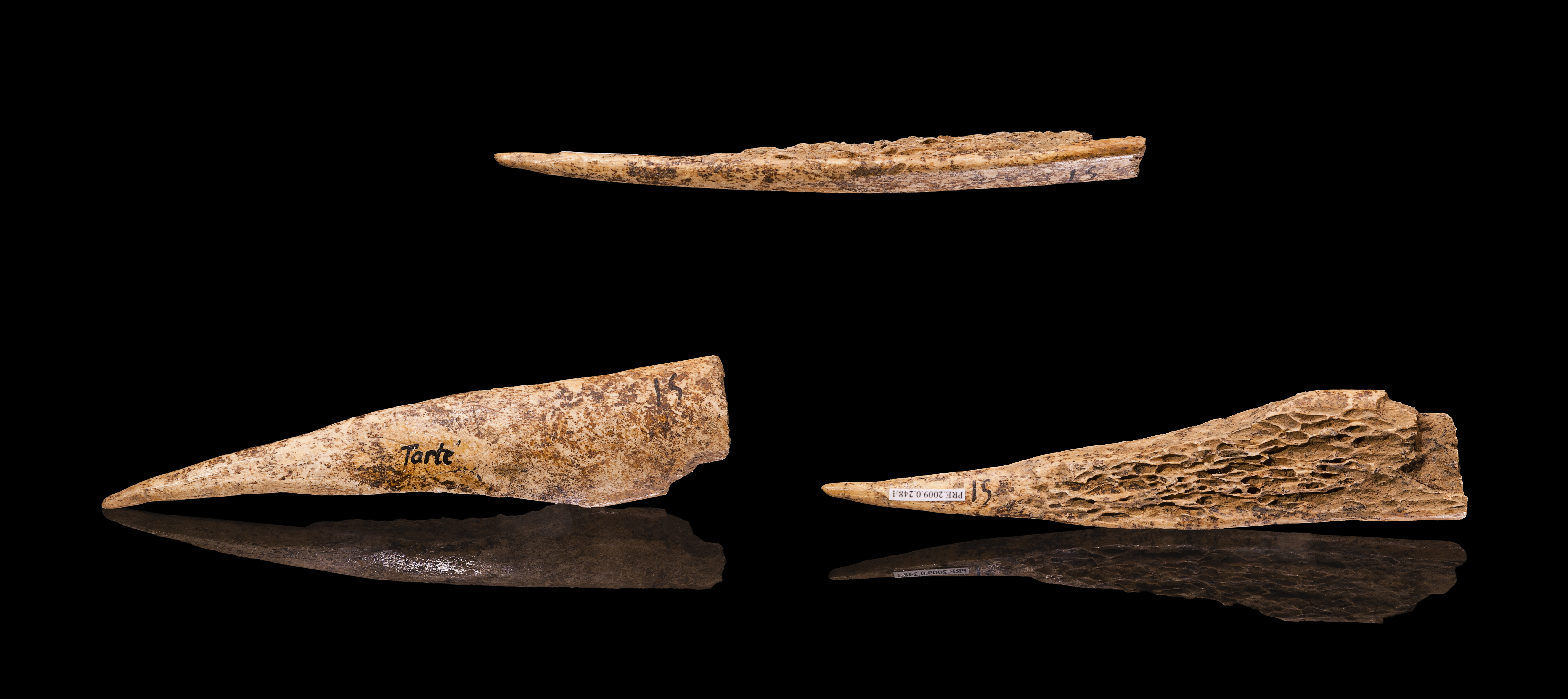
Alênes datant du Paléolithique, muséum de Toulouse.
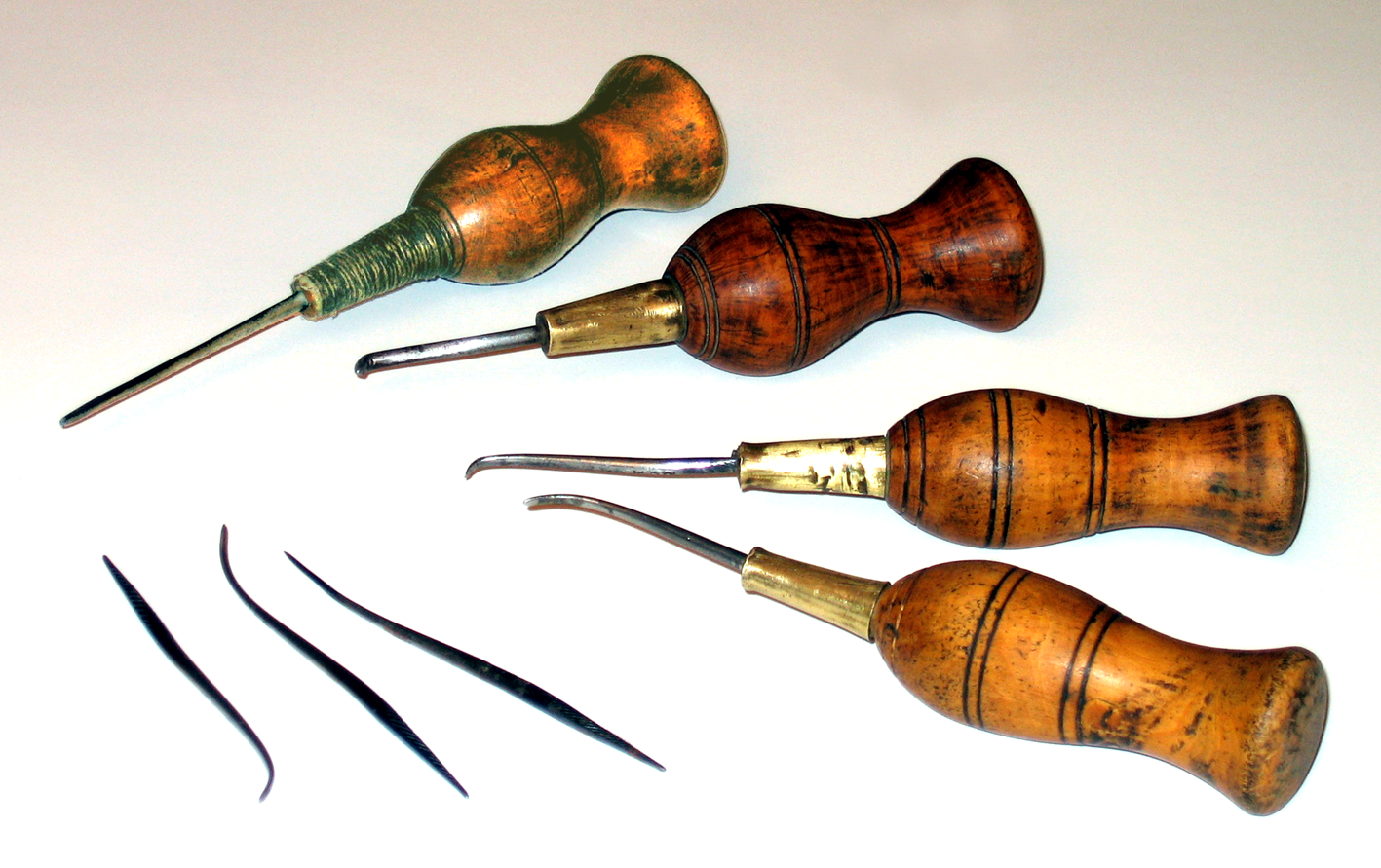
Alênes de bottier-cordonnier.
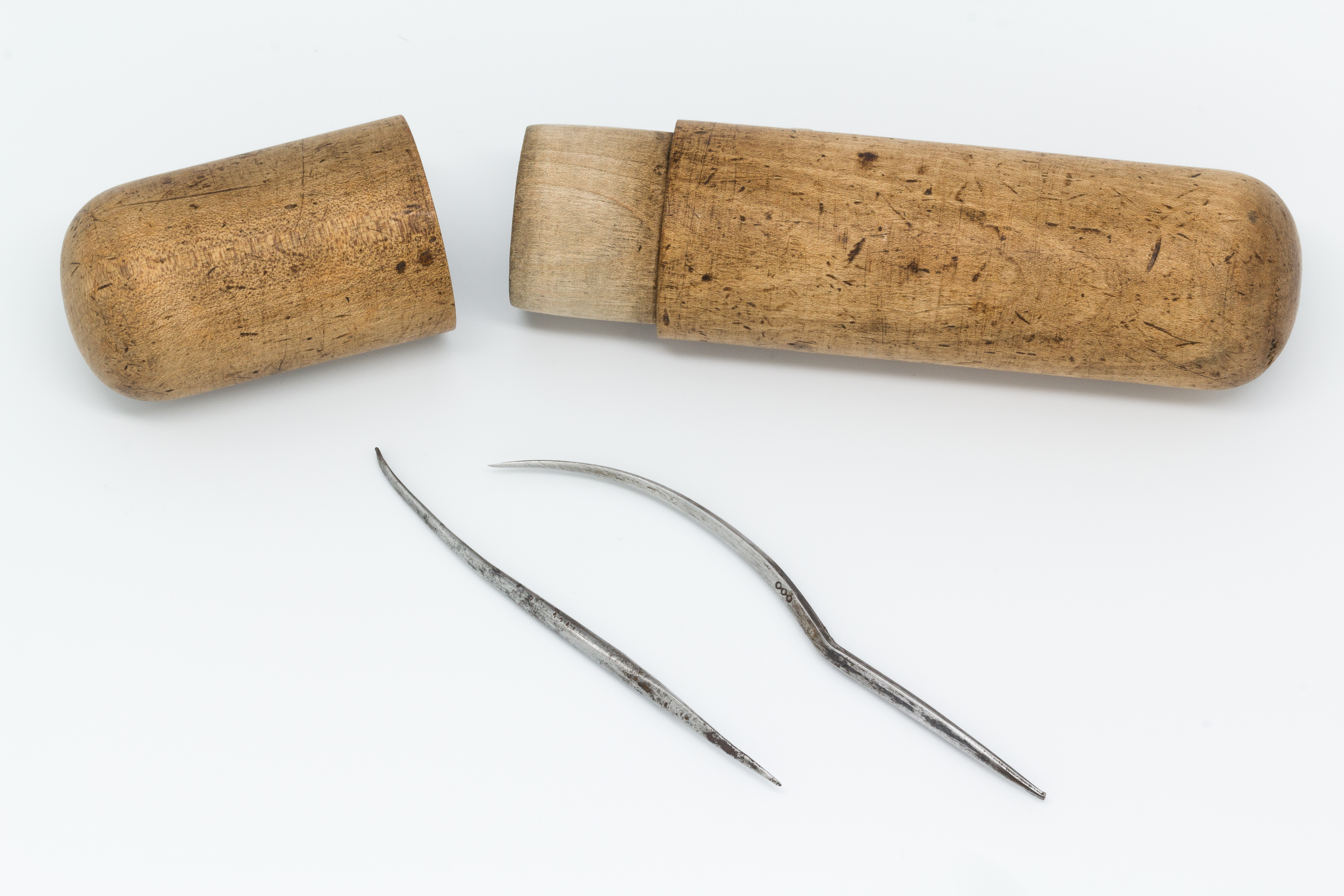
Alênes de bourrelier.
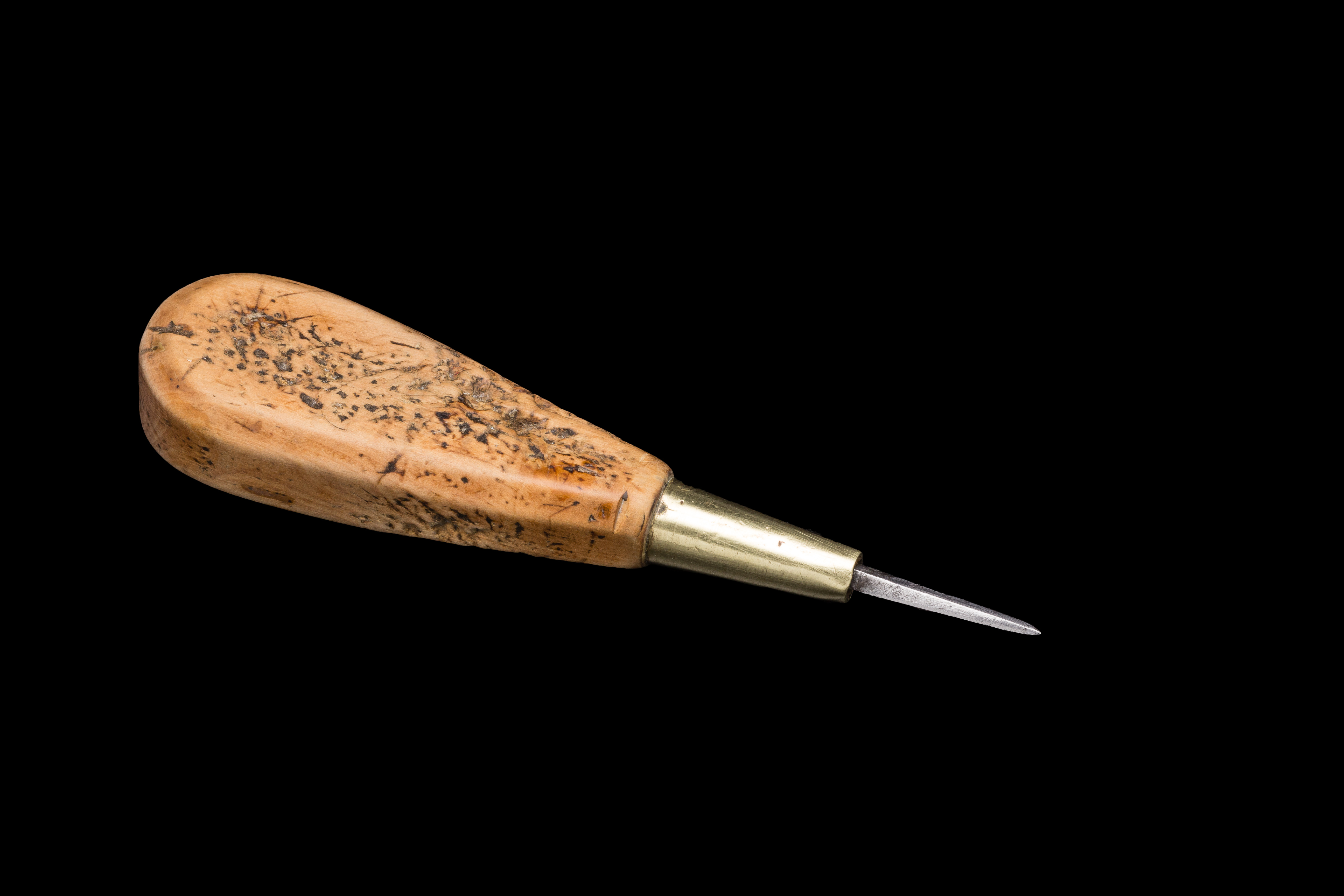
Alène à pointe diamant.
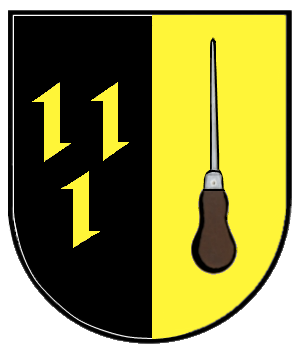
Blason de la commune d'Evingsen (aujourd'hui intégrée à Altena) en Allemagne.

### Articles liés
- Bussetto
- Gouge de bottier
- Marteau de bottier
- Outils divers de bottier
- Tranchet